# Meistaraflokkur (1933)
Sezon 1933 był 22. sezonem o mistrzostwo Islandii. Drużyna KR nie obroniła tytułu mistrzowskiego, zdobył go zespół Valur, wygrywając wszystkie trzy mecze. Ze względu na brak systemu ligowego żaden zespół nie spadł ani nie awansował po sezonie.

## Drużyny
Po sezonie 1932 z udziału w rozgrywkach ligi zrezygnował zespół ÍBA Akureyri, żadna nowa drużyna natomiast nie zdecydowała się wziąć udziału, w wyniku czego w sezonie 1933 w rozgrywkach Meistaraflokkur wzięły udział cztery zespoły.
| Uczestnicy poprzedniej edycji                                                                                 | Uczestnicy poprzedniej edycji | Uczestnicy poprzedniej edycji | Uczestnicy poprzedniej edycji |
| --- | ----------------------------- | ----------------------------- | ----------------------------- |
| KRE | KR                            | 1                             |                               |
| VAL | Valur                         | 2                             |                               |
| FRA | Fram                          | 4                             |                               |
| VÍR | Víkingur Reykjavík            | 5                             |                               |
| Oznaczenia: - kolumna pierwsza – skróty nazw drużyn, - kolumna trzecia – miejsce zajęte w poprzednim sezonie. |                               |                               |                               |

## Tabela
| Lp. | Drużyna            | M | Z | R | P | Bramki | Bramki | +/– | Pkt |
| --- | ------------------ | - | - | - | - | ------ | ------ | --- | --- |
| 1   | Valur (M)          | 3 | 3 | 0 | 0 | 17     | 3      | +14 | 6   |
| 2   | KR                 | 3 | 2 | 0 | 1 | 11     | 7      | +4  | 4   |
| 3   | Fram               | 3 | 1 | 0 | 2 | 6      | 8      | −2  | 2   |
| 4   | Víkingur Reykjavík | 3 | 0 | 0 | 3 | 0      | 16     | −16 | 0   |

## Wyniki
| Gospodarz \ Gość   | FRA | KRE | VAL | VÍR |
| Fram               |     |     | 0:3 |     |
| KR                 | 5:1 |     |     | 3:0 |
| Valur              |     | 6:3 |     | 8:0 |
| Víkingur Reykjavík | 0:5 |     |     |     |

Źródło: Knattspyrnusamband Íslands (isl.)
Objaśnienia:
1Drużyna gospodarzy jest wymieniona po lewej stronie tabeli.
Kolory: zielony – zwycięstwo gospodarzy, żółty – remis, różowy – zwycięstwo gości.